# Mo Bounce
Mo Bounce è un singolo della rapper australiana Iggy Azalea, pubblicato il 23 marzo 2017 dalla Def Jam Recordings.

## Video musicale
Il videoclip ufficiale della canzone è stato pubblicato il 24 marzo 2017.

## Tracce
1. Mo Bounce – 3:42 (Amethyst Kelly, Jonathan Yip, Jeremy Reeves, Ray Romulus, Ray McCullough, Maurice Simmonds, Kevin Nishimura, James Roh, Virman Coquia)

## Classifiche
| Classifica (2017) | Posizione massima |
| ----------------- | ----------------- |
| Australia         | 63                |
| Canada            | 87                |
| Stati Uniti       | 117               |